# Jin Sato
Pour les articles homonymes, voir Sato.
Jin Sato (佐藤 尽, Sato Jin) est un footballeur japonais né le 27 septembre 1974.